# Campaña de Jackson's Valley
La campaña de Jackson's Valley, también conocida como la campaña del valle de Shenandoah de 1862, fue la campaña del general de división confederado Thomas J. "Stonewall" Jackson  en la primavera de 1862 a través del valle de Shenandoah en Virginia durante la guerra civil estadounidense. Empleando audacia y movimientos rápidos e impredecibles en las líneas interiores, los 17.000 hombres de Jackson marcharon 646 millas (1.040 km) en 48 días y ganaron varias batallas menores al enfrentarse con éxito a tres ejércitos de la Unión (52.000 hombres), impidiéndoles reforzar la ofensiva de la Unión contra Richmond.
Jackson sufrió una derrota táctica (su única derrota de la guerra) en la primera batalla de Kernstown (23 de marzo de 1862) contra el coronel Nathan Kimball (que formaba parte del ejército del general de división Nathaniel P. Banks), pero resultó ser una victoria estratégica de la Confederación porque el presidente Abraham Lincoln reforzó las fuerzas del valle de la Unión con tropas que habían sido designadas originalmente para la campaña de la península contra Richmond. El 8 de mayo, después de más de un mes de escaramuzas con Banks, Jackson se desplazó sigilosamente al oeste del valle y expulsó a elementos del ejército del general de división John C. Frémont en la batalla de McDowell, impidiendo una posible combinación de los dos ejércitos de la Unión en su contra. Jackson se dirigió entonces al valle una vez más para enfrentarse a Banks. Escondiendo su movimiento en el valle de Luray, Jackson unió fuerzas con el general de división Richard S. Ewell y capturó la guarnición federal en Front Royal el 23 de mayo, haciendo que Banks se retirara al norte. El 25 de mayo, en la primera batalla de Winchester, Jackson derrotó a Banks y lo persiguió hasta que el ejército de la Unión cruzó el río Potomac hacia Maryland.
Trayendo refuerzos de la Unión desde el este de Virginia, el general de brigada James Shields recapturó Front Royal y planeó unirse a Frémont en Strasburg. Jackson estaba ahora amenazado por tres pequeños ejércitos de la Unión. Al retirarse del valle de Winchester, Jackson fue perseguido por Frémont y Shields. El 8 de junio, Ewell derrotó a Frémont en la batalla de Cross Keys y al día siguiente, cruzó el río Norte para unir fuerzas con Jackson para derrotar a Shields en la batalla de Port Republic, poniendo fin a la campaña.
Jackson siguió su exitosa campaña con marchas forzadas para unirse al general Robert E. Lee en las batallas de los Siete Días en las afueras de Richmond. Su audaz campaña lo elevó a la posición de general más famoso de la Confederación (hasta que esta reputación fue posteriormente superada por Lee) y desde entonces ha sido estudiado por organizaciones militares de todo el mundo.

## Antecedentes
Más información: Campaña de la península
En la primavera de 1862 "la moral del Sur... estaba en su punto más bajo" y "las perspectivas de supervivencia de la Confederación parecían sombrías". Tras el exitoso verano de 1861, en particular la Primera batalla de Bull Run (Primera de Manassas), sus perspectivas declinaron rápidamente. Los ejércitos de la Unión en el Teatro Occidental, bajo el mando de Ulysses S. Grant y otros, capturaron el territorio del Sur y ganaron importantes batallas en Fort Donelson y Shiloh. Y en el este, el enorme ejército del Potomac del general de división George B. McClellan se acercaba a Richmond desde el sudeste en la campaña de la península, el gran cuerpo del general de división Irvin McDowell estaba preparado para atacar Richmond desde el norte, y el ejército del general de división Nathaniel P. Banks amenazaba el valle de Shenandoah. Sin embargo, las tropas confederadas de Jackson estaban de "excelente ánimo", sentando las bases de su actuación en el valle esa primavera, lo que ayudó a descarrilar los planes de la Unión y a reavivar la moral de la Confederación en otros lugares.

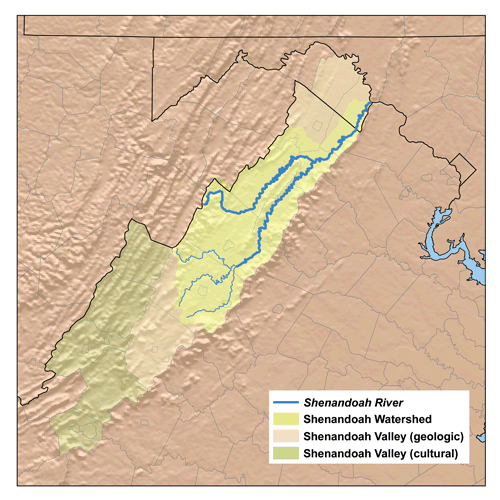
Cuenca del río Shenandoah

Durante la Guerra Civil, el valle de Shenandoah fue una de las características geográficas más estratégicas de Virginia. La cuenca del río Shenandoah pasaba entre las montañas Blue Ridge al este y las montañas Allegheny al oeste, extendiéndose 140 millas al suroeste del río Potomac en Shepherdstown y Harpers Ferry, con una anchura media de 25 millas. Según las convenciones de los residentes locales, el "valle superior" se refería al extremo sudoccidental, que tenía una elevación generalmente mayor que el valle inferior al noreste. Subir "el valle" significaba viajar al suroeste, por ejemplo. Entre las bifurcaciones norte y sur del río Shenandoah, la montaña de Massanutten se elevaba a 2900 pies y separaba el valle en dos mitades a lo largo de unas 50 millas, desde Strasburg hasta Harrisonburg. Durante el siglo XIX, sólo había un camino que cruzaba la montaña, desde New Market hasta Luray. El valle ofrecía dos ventajas estratégicas a los confederados. Primero, un ejército del norte que entrara en Virginia podía ser sometido a ataques de flanqueo confederado que atravesaran las numerosas brechas de viento a través de Blue Ridge. En segundo lugar, el valle ofrecía una avenida protegida que permitía a los ejércitos confederados dirigirse al norte de Penilvania sin obstáculos; ésta fue la ruta que tomó el general Robert E. Lee para invadir el Norte en la campaña de Gettysburg de 1863 y el teniente general Jubal A. Early en las campañas del valle de 1864. En cambio, la orientación del valle ofrecía poca ventaja a un ejército del Norte que se dirigía hacia Richmond. Pero negar el valle a la Confederación sería un golpe significativo. Era una zona rica en agricultura -los 2,5 millones de fanegas de trigo producidas en 1860, por ejemplo, representaban alrededor del 19% de la cosecha de todo el estado y el valle era también rico en ganado- que se utilizaba para abastecer a los ejércitos de Virginia y a la capital de la Confederación, Richmond. Si los federales podían llegar a Staunton en la parte alta del valle, amenazarían el vital ferrocarril de Virginia y Tennessee, que iba de Richmond al río Misisipi. Stonewall Jackson escribió a un miembro del personal: "Si este valle se pierde, Virginia se pierde". Además de la campaña de Jackson en 1862, el valle fue objeto de conflicto durante prácticamente toda la guerra, sobre todo en las campañas del valle de 1864.

## Fuerzas enfrentadas

### Confederados
| Comando confederado |
| --- |
| - Mayor general Stonewall Jackson, Comandante - Mayor general Richard S. Ewell - Brigadier general Edward "Allegheny" Johnson - Brigadier general William B. Taliaferro - Brigadier general Charles S. Winder - Coronel Turner Ashby Jr. |

El mando de Stonewall Jackson se amplió significativamente durante la campaña al añadirse refuerzos, comenzando con una fuerza de apenas 5.000 efectivos y alcanzando un pico eventual de 17.000 hombres. Sin embargo, permaneció muy superado por los diversos ejércitos de la Unión que se le oponían, que en conjunto sumaban 52.000 hombres en junio de 1862.
En marzo de 1862, en la batalla de Kernstown, Jackson comandó las brigadas del general de brigada Richard B. Garnett, el coronel Jesse S. Burks, el coronel Samuel V. Fulkerson y la caballería del coronel Turner Ashby. A principios de mayo, en la batalla de McDowell, Jackson comandó dos unidades que eran supuestamente ejércitos, aunque eran divisiones más pequeñas de lo normal: su propio "ejército del valle", compuesto por las brigadas del general de brigada Charles S. Winder, el coronel John A. Campbell y el general de brigada William B. Taliaferro; el ejército del Noroeste, comandado por el general de brigada Edward "Allegheny" Johnson, consistía en las brigadas de los coroneles Zephaniah T. Conner y W.C. Scott.
A finales de mayo y junio, para las batallas que comenzaron en el Front Royal, Jackson comandó dos divisiones de infantería y un comando de caballería. La "División de Jackson" consistía en las brigadas del general de brigada Charles S. Winder, el coronel John A. Campbell (herido y reemplazado por el coronel John M. Patton Jr.), y el coronel Samuel V. Fulkerson (reemplazado por el general de brigada William B. Taliaferro). La Segunda División, comandada por el general de división Richard S. Ewell, estaba integrada por las brigadas comandadas por el coronel W.C. Scott (reemplazado por el general de brigada George H. Steuart), el general de brigada Arnold Elzey (reemplazado por el coronel James A. Walker), el general de brigada Isaac R. Trimble, el general de brigada Richard Taylor y el general de brigada George H. Steuart (una brigada totalmente de Maryland conocida como la "Línea de Maryland"). La caballería fue comandada durante el período por el coronel Thomas S. Flournoy, el general de brigada George H. Steuart, el general de brigada Turner Ashby y el coronel Thomas T. Munford.

### Unión
| Comando principal de la Unión |
| --- |
| - Mayor general Nathaniel P. Banks, Departamento del Shenandoah - Mayor general John C. Frémont, Departamento de la Montaña - Mayor general Irvin McDowell, Departamento del Rappahannock |

| Comando subordinado |
| --- |
| - Brigadier general Robert C. Schenck - Brigadier general John Reese Kenly - Brigadier general Erastus B. Tyler - Coronel Nathan Kimball |

Las fuerzas de la Unión variaron considerablemente durante la campaña, ya que los ejércitos llegaron y se retiraron del valle. Las fuerzas eran generalmente de tres comandos independientes, un arreglo que redujo la efectividad de la respuesta de la Unión a Jackson.
Inicialmente, el valle era responsabilidad del general de división Nathaniel P. Banks. En marzo de 1862, en el momento de la batalla de Kernstown, comandó el V Cuerpo del ejército del Potomac; y el 4 de abril, asumió el mando del Departamento del Shenandoah. Su fuerza consistió inicialmente en dos divisiones bajo el mando del Brig. Gens. James Shields y Alpheus S. Williams, con una brigada independiente bajo el general de brigada John W. Geary. En Kernstown, la división de Shields estaba dirigida por el coronel Nathan Kimball con brigadas a las órdenes de Kimball, el coronel Jeremiah C. Sullivan, el coronel Erastus B. Tyler y la caballería a las órdenes del coronel Thornton F. Brodhead. A finales de abril, la división de Shields sería transferida de Banks al mando de McDowell, dejando a Banks con una sola división, bajo el mando de Williams, formada por las brigadas de los coroneles. Dudley Donnelly y George H. Gordon, y una brigada de caballería bajo el mando del general de brigada John P. Hatch.
El mayor general John C. Frémont comandaba el Departamento de la Montaña, al oeste del valle. A principios de mayo, parte del mando de Frémont, formado por la brigada del general de brigada Robert C. Schenck y la brigada del general de brigada Robert H. Milroy, se enfrentó a Jackson en la batalla de McDowell. A finales de mayo, Fremont entró en el valle con una división bajo el mando del general de brigada Louis Blenker, formada por las brigadas del general de brigada Julius H. Stahel, el coronel John A. Koltes y el general de brigada Henry Bohlen, así como por las brigadas del coronel Gustave P. Cluseret, el general de brigada Robert H. Milroy, el general de brigada Robert C. Schenck y el general de brigada George D. Bayard.
También a finales de mayo, McDowell recibió la orden de enviar tropas al valle. Así, Shields volvió al valle con su división formada por las brigadas del general de brigada Nathan Kimball, el general de brigada Orris S. Ferry, el general de brigada Erastus B. Tyler, y el coronel Samuel S. Carroll.

### Movimientos iniciales
El 4 de noviembre de 1861, Jackson aceptó el mando del Distrito del valle, con su cuartel general en Winchester. Jackson, recientemente profesor en el Instituto Militar de Virginia y de repente héroe en el Primer Manassas, estaba familiarizado con el terreno del valle, habiendo vivido allí durante muchos años. Su comando incluía la Brigada Stonewall y una variedad de unidades de la milicia. En diciembre, Jackson fue reforzado por el general de brigada William W. Loring y 6.000 soldados, pero su fuerza combinada era insuficiente para las operaciones ofensivas. Mientras Banks permanecía al norte del río Potomac, el comandante de la caballería de Jackson, el coronel Turner Ashby, hizo una incursión en el canal de Chesapeake y Ohio y en el ferrocarril de Baltimore y Ohio. En la expedición Romney de principios de enero de 1862, Jackson luchó sin éxito con dos pequeños puestos de la Unión en Hancock, Maryland, y Bath.
A finales de febrero, el mayor general George B. McClellan ordenó a Banks, reforzado por el general de brigada John Sedgwick, que cruzara el Potomac para proteger el canal y el ferrocarril de Ashby. Banks se dirigió al sur contra Winchester junto con la división de Shields que se acercaba desde la dirección de Romney. El comando de Jackson operaba como el ala izquierda del ejército del general Joseph E. Johnston, y cuando Johnston se retiró de Manassas a Culpeper en marzo, la posición de Jackson en Winchester quedó aislada. Comenzó a retirarse "hacia arriba" del valle (a las mayores elevaciones del extremo suroeste del valle) para cubrir el flanco del ejército del general Joseph E. Johnston, retirándose de la zona de Centreville-Manassas para proteger Richmond. Sin este movimiento de protección, el ejército federal al mando de Banks podría atacar Johnston a través de los pasos de las montañas Blue Ridge. Para el 12 de marzo de 1862, Banks ocupó Winchester justo después de que Jackson se hubiera retirado de la ciudad, marchando a un ritmo pausado 42 millas por el valley Pike hasta el Monte Jackson. El 21 de marzo, Jackson recibió la noticia de que Banks estaba dividiendo sus fuerzas, con dos divisiones (bajo los generales John Sedgwick y Alpheus S. Williams) que volvían a las inmediaciones de Washington D. C., liberando a otras tropas de la Unión para participar en la campaña del general de división George B. McClellan en la península contra Richmond. La división restante, bajo el mando del general de brigada James Shields, estaba estacionada en Estrasburgo para vigilar el valle inferior (noreste), y los servicios de inteligencia indicaron que se estaba retirando hacia Winchester. Banks se preparó para abandonar el valle personalmente el 23 de marzo.

## Campaña del valle

### Kernstown (23 de marzo de 1862)
Más información: Primera batalla de Kernstown

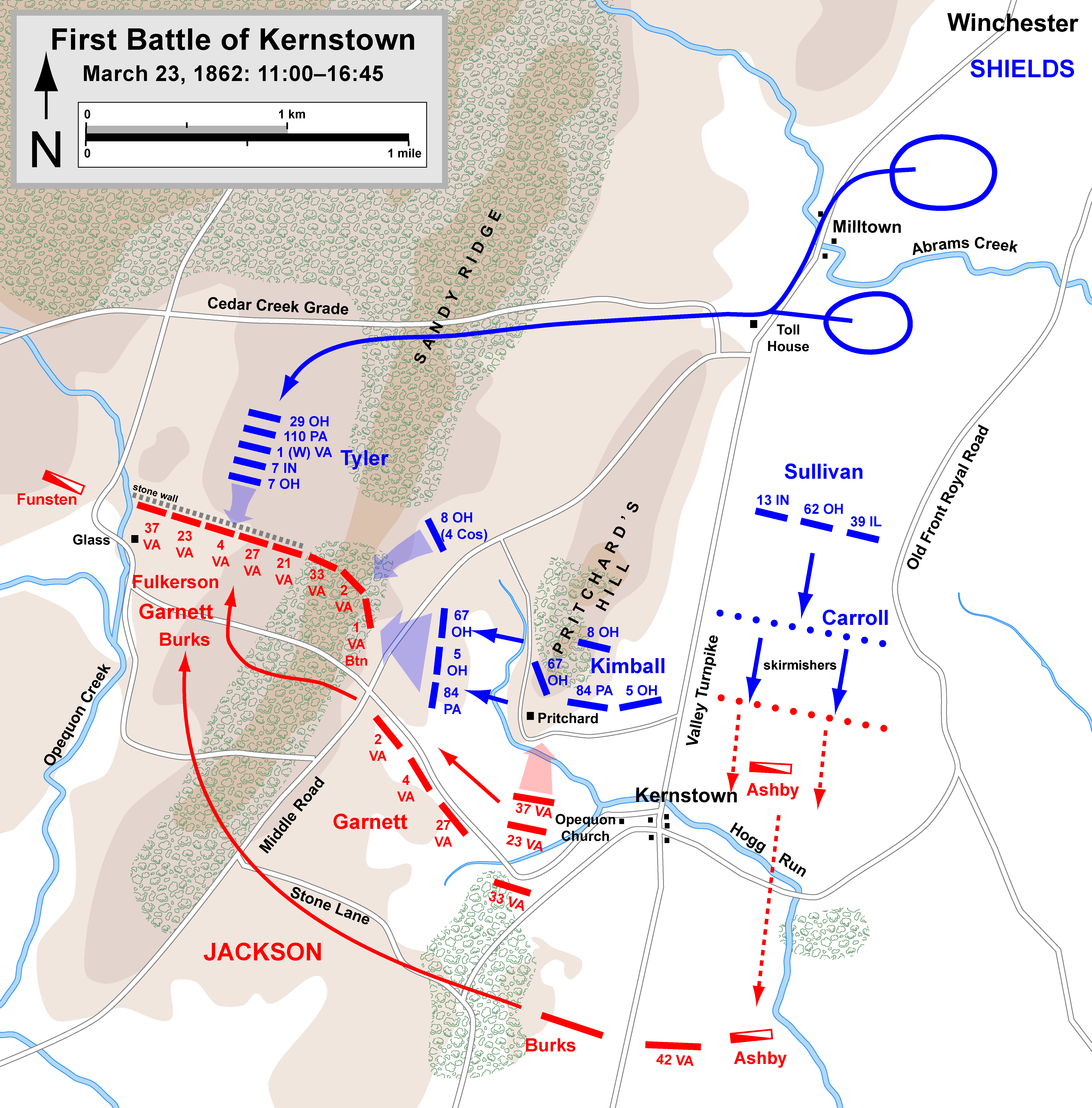
Acciones de la primera batalla de Kernstown, 11 a.m. a 4:45 p.m.
Confederados
Unión

Las órdenes de Jackson de Johnston eran evitar que la fuerza de Banks saliera del valle, lo que parecía que estaban haciendo ahora. Jackson dio la vuelta a sus hombres y, en una de las marchas forzadas más agotadoras de la guerra, se dirigió al noreste 25 millas el 22 de marzo y otras 15 a Kernstown en la mañana del 23 de marzo. La caballería de Ashby se peleó con los federales el 22 de marzo, durante el cual Shields fue herido con un brazo roto por un fragmento de proyectil de artillería. A pesar de su herida, Shields envió parte de su división al sur de Winchester y una brigada marchando hacia el norte, aparentemente abandonando el área, pero de hecho se detuvo cerca para permanecer en reserva. Luego entregó el mando táctico de su división al coronel Nathan Kimball, aunque durante la batalla que se avecinaba envió numerosos mensajes y órdenes a Kimball. Los leales confederados en Winchester informaron erróneamente a Turner Ashby que Shields había dejado sólo cuatro regimientos y unos pocos cañones (unos 3.000 hombres) y que estas tropas restantes tenían órdenes de marchar hacia Harpers Ferry por la mañana. Jackson marchó agresivamente hacia el norte con su división de 3.000 hombres, reducida desde su máximo debido a los rezagados de la columna, sin saber que pronto iba a atacar a casi 9.000 hombres.
Jackson se trasladó al norte de Woodstock y llegó antes de la posición de la Unión en Kernstown alrededor de las 11 a. m., el domingo 23 de marzo. Envió a Turner Ashby a hacer una finta contra la posición de Kimball en el valle Turnpike mientras que su fuerza principal, las brigadas del coronel Samuel Fulkerson y del general de brigada Richard B. Garnett (la brigada Stonewall), atacaron la posición de artillería de la Unión en Pritchard Hill. La brigada principal bajo el mando de Fulkerson fue repelida, así que Jackson decidió moverse por el flanco derecho de la Unión, a unos 3 km al oeste de Sandy Ridge, que parecía estar desocupado. Kimball contrarrestó la maniobra moviendo su brigada bajo el mando del coronel Erastus B. Tyler al oeste, pero los hombres de Fulkerson llegaron a una pirca que daba a un claro en la cresta antes de que los hombres de la Unión pudieran hacerlo.
Alrededor de las 4 p. m., Tyler atacó a Fulkerson y Garnett en un frente estrecho. Los confederados pudieron temporalmente contrarrestar este ataque con sus números inferiores disparando feroces voleas desde detrás de la pirca. Jackson, finalmente se dio cuenta de la fuerza que se oponía a él, corrió los refuerzos a su izquierda, pero para cuando llegaron alrededor de las 6 p. m., la brigada de Garnett Stonewall se había quedado sin municiones y los hizo retroceder, dejando expuesto el flanco derecho de Fulkerson. Jackson trató en vano de reunir a sus tropas para aguantar, pero toda la fuerza confederada se vio obligada a una retirada general. Kimball no organizó una persecución efectiva.
Las bajas de la Unión fueron 590 (118 muertos, 450 heridos, 22 capturados o desaparecidos), los confederados 718 (80 muertos, 375 heridos, 263 capturados o desaparecidos). A pesar de la victoria de la Unión, el presidente Lincoln se sintió perturbado por la audacia de Jackson y su posible amenaza a Washington. Envió a Banks de vuelta al valle junto con la división de Alpheus Williams. También le preocupaba que Jackson se moviera hacia el oeste de Virginia contra el general de división John C. Frémont, así que ordenó que la división del general de brigada Louis Blenker se separara del ejército del Potomac de McClellan y se enviara a reforzar a Frémont. Lincoln también aprovechó esta oportunidad para reexaminar los planes del general de división George B. McClellan para las defensas de Washington mientras la campaña de la Península estaba en marcha y decidió que las fuerzas eran insuficientes. Finalmente ordenó que el cuerpo del general de división Irvin McDowell, que se desplazaba hacia el sur contra Richmond en apoyo de McClellan, permaneciera en las proximidades de la capital. McClellan afirmó que la pérdida de estas fuerzas le impidió tomar Richmond durante su campaña. El reajuste estratégico de las fuerzas de la Unión provocado por la batalla de Jackson en Kernstown -la única batalla que perdió en su carrera militar- resultó ser una victoria estratégica para la Confederación.
Después de la batalla, Jackson arrestó al general de brigada Richard B. Garnett por retirarse del campo de batalla antes de recibir el permiso. Fue reemplazado por el general de brigada Charles S. Winder. Garnett sufrió la humillación de su consejo de guerra durante más de un año, hasta que finalmente murió en combate en la carga de Pickett en la batalla de Gettysburg.

### Retirada del valle (24 de marzo - 7 de mayo)

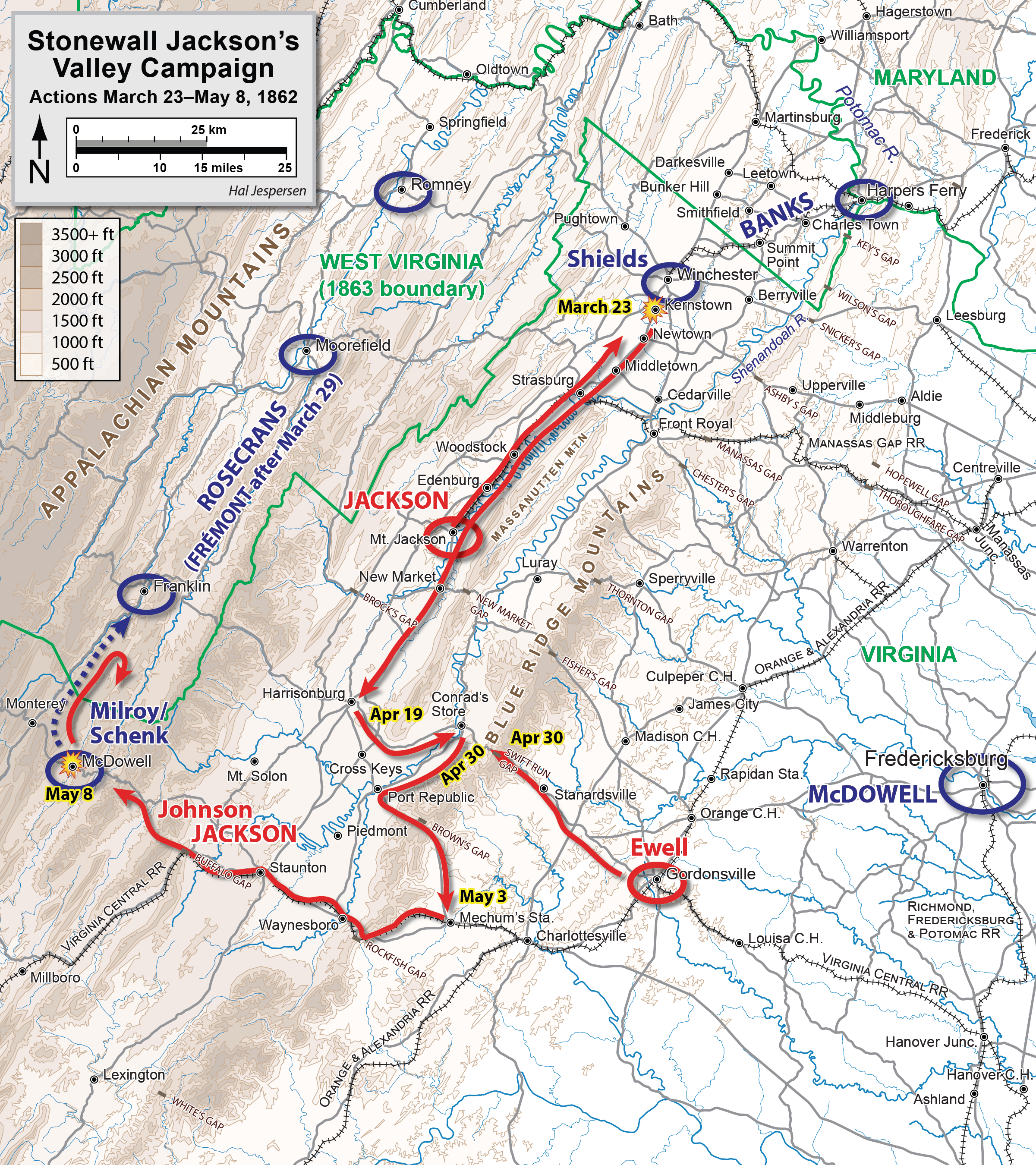
Kernstown (23 de marzo) a McDowell (8 de mayo)

Al amanecer del día siguiente a Kernstown, las fuerzas de la Unión persiguieron a Jackson y condujeron a la caballería de Ashby en medio del pánico. Sin embargo, Banks suspendió la persecución mientras se solucionaban los problemas de suministro. Durante los tres días siguientes, las fuerzas de la Unión avanzaron lentamente mientras Jackson se retiraba a Mount Jackson. Allí dirigió al Capitán Jedediah Hotchkiss una orden, "Quiero que me hagas un mapa del valle, desde Harpers Ferry a Lexington, mostrando todos los puntos de ataque y defensa". Dada la habilidad de Hotchkiss para hacer mapas, Jackson tendría una ventaja significativa sobre sus oponentes federales en la campaña por venir. El 1 de abril, Banks se lanzó al frente, avanzando a Woodstock a lo largo de Stony Creek, donde una vez más se retrasó por problemas de suministro. Jackson tomó una nueva posición en Rude's Hill cerca de Mount Jackson y New Market.
Banks avanzó de nuevo el 16 de abril, sorprendiendo a la caballería de Ashby al vadear Stony Creek en un lugar que habían descuidado para hacer un piquete, capturando a 60 de los jinetes, mientras que el resto del comando de Ashby luchó para volver a la posición de Jackson en Rude's Hill. Jackson supuso que Banks había sido reforzado, por lo que abandonó su posición y marchó rápidamente por el valle a Harrisonburg el 18 de abril. El 19 de abril, sus hombres marcharon 20 millas al este del valle de Shenandoah hacia Swift Run Gap. Banks ocupó New Market y cruzó la montaña Massanutten para tomar los puentes que cruzan la Bifurcación del Sur en el valle de Luray, superando una vez más a la caballería de Ashby, que no logró destruir los puentes a tiempo. Banks ahora controlaba el valle hasta el sur de Harrisonburg.
Aunque Banks estaba al tanto de la ubicación de Jackson, malinterpretó la intención de Jackson, pensando que Jackson se dirigía al este de Blue Ridge para ayudar a Richmond. Sin una clara dirección de Washington en cuanto a su próximo objetivo, Banks propuso que su fuerza también fuera enviada al este de Blue Ridge, diciendo a sus superiores que "tal orden electrificaría nuestra fuerza". En su lugar, Lincoln decidió separar la división de Shield y transferirla al general de división Irvin McDowell en Fredericksburg, dejando a Banks en el valle con una sola división. Banks recibió instrucciones de retirarse por el valle y asumir una posición defensiva en Estrasburgo.
Para entonces, la campaña de McClellan en la península ya estaba en marcha y Joseph E. Johnston había reubicado la mayor parte de su ejército para la protección directa de Richmond, dejando a la fuerza de Jackson aislada. Johnston envió nuevas órdenes a Jackson, instruyéndole para evitar que Banks se apoderara de Staunton y del Ferrocarril de Virginia y Tennessee, reforzándolo con la división de 8.500 hombres bajo el mando del general de división Richard S. Ewell, que se encontraba en la Estación Brandy. Jackson, en una fuerte posición defensiva en Rude's Hill, acordó con Ewell desarrollar una estrategia para la campaña.
Durante este período, Jackson también se enfrentó a dificultades dentro de su propio comando. Arrestó a Garnett y tuvo un desagradable enfrentamiento con Turner Ashby en el que Jackson mostró su disgusto por la actuación de Ashby al despojarlo de 10 de sus 21 compañías de caballería y reasignarlas a Charles S. Winder, el sustituto de Garnett al mando de la Brigada Stonewall. Winder medió entre los dos oficiales y el terco Jackson se echó atrás, restaurando el mando de Ashby. Más importante aún, Jackson recibió una carta del 21 de abril del general Robert E. Lee, asesor militar del Presidente Jefferson Davis, solicitando que él y Ewell atacaran a Banks para reducir la amenaza contra Richmond que representaba McDowell en Fredericksburg.
El plan de Jackson era hacer que la división de Ewell se moviera a su posición en Swift Run Gap para amenazar el flanco de Banks, mientras que la fuerza de Jackson marchó hacia las montañas Allegheny para ayudar a los 2.800 hombres separados bajo el mando del general de brigada Edward "Allegheny" Johnson, que se resistían al avance hacia Staunton del general de brigada Robert H. Milroy, el elemento principal del ejército del general de brigada John C. Frémont. Si se permitía que Frémont y Banks se combinaran, las fuerzas de Jackson podían ser sobrepasadas, así que Jackson planeó derrotarlos de una vez. Sin esperar la respuesta de Lee, Jackson ejecutó su plan y el 30 de abril, la división de Ewell reemplazó a los hombres de Jackson en Swift Run Gap. Jackson marchó hacia el sur hasta el pueblo de Port Republic bajo fuertes lluvias y el 2 de mayo, giró a sus hombres hacia el este en dirección a Charlottesville y comenzó a marchar sobre Blue Ridge. Para sorpresa de sus hombres y oficiales, a quienes Jackson habitualmente dejaba en la oscuridad en cuanto a sus intenciones, el 4 de mayo abordaron los trenes que se dirigían al oeste, no al este, hacia Richmond, como habían previsto. El movimiento hacia el este había sido un astuto engaño. El 5 de mayo, el ejército de Jackson acampó en los alrededores de Staunton, a unas 6 millas del comando de Johnson. El 7 de mayo, Milroy recibió información de que Jackson y Johnson se combinaban contra él y comenzó a retroceder hacia los Alleghenies.

### McDowell (8 de mayo)
Más información: Batalla de McDowell
El 8 de mayo, Jackson llegó a McDowell, un pueblo del condado de Highland, para descubrir que Allegheny Johnson estaba desplegando su infantería. La fuerza de la Unión de unos 6.000 hombres bajo el mando de Milroy y Schenck estaba acampada en la aldea, al oeste del río Bullpasture. Mirando la escena había un espolón de la montaña Bullpasture conocido como Sitlington Hill, una meseta de un kilómetro de largo que podría dominar la posición de la Unión. Sin embargo, había dos desventajas: el único sendero que llegaba a la cima era tan difícil que la artillería no podía desplegarse allí, y el terreno escarpado -densamente boscoso, con laderas empinadas y barrancos- ofrecía a los atacantes de la Unión la oportunidad de escalar los 500 pies hasta la cima sin estar sometidos al fuego constante de la Confederación.

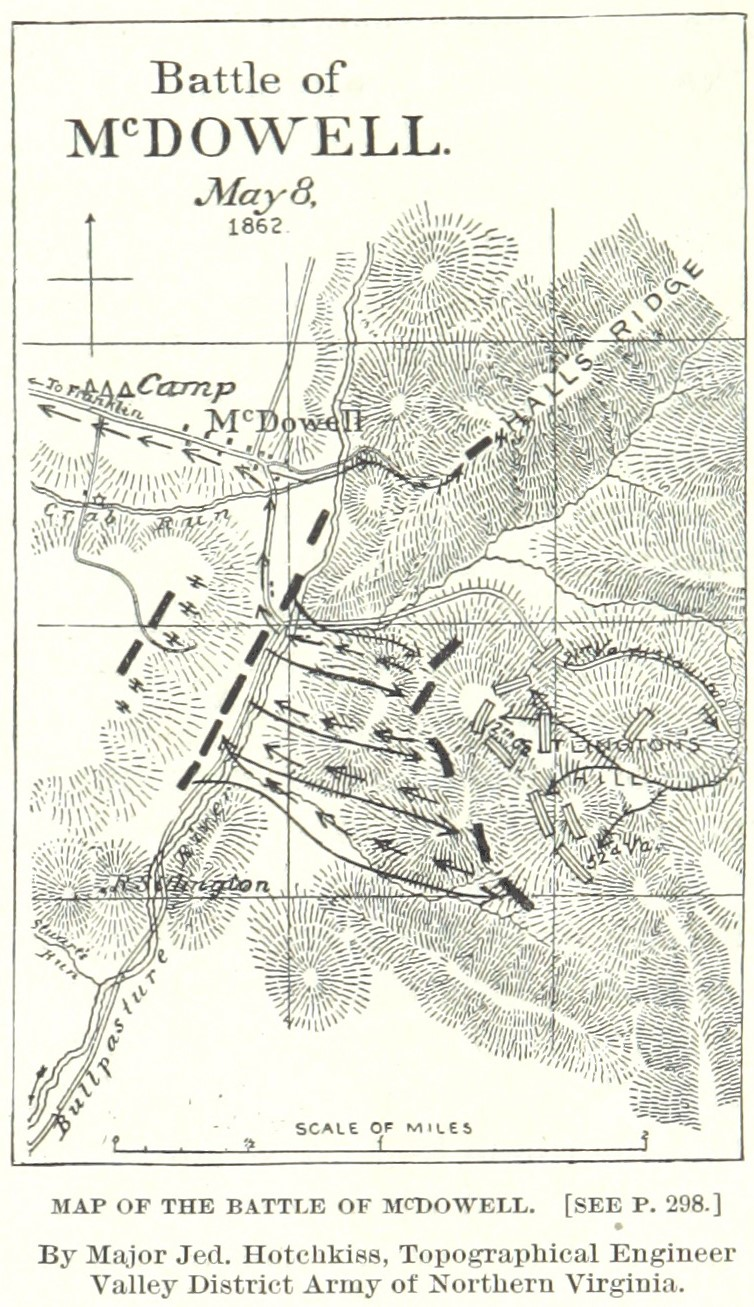
Mapa de la batalla, por Jedediah Hotchkiss

Los generales de la Unión se dieron cuenta de que les superaban en número los 10.000 hombres que comandaban Jackson y Johnson y que sus hombres serían especialmente vulnerables al fuego de artillería desde Sitlington Hill. No se dieron cuenta de que Jackson no podía sacar a relucir su artillería. Por lo tanto, para ganar tiempo para que sus tropas se retiraran por la noche, Milroy recomendó un asalto preventivo a la colina y Schenck, su oficial superior, lo aprobó. Alrededor de las 4:30 p. m., 2.300 tropas federales cruzaron el río y asaltaron la colina de Sitlington. Su asalto inicial casi rompió la derecha de Johnson, pero Jackson envió a la infantería de Taliaferro y repelió a los federales. El siguiente ataque fue en el vulnerable centro de la línea confederada, donde la 12.ª Infantería de Georgia ocupó un saliente que fue objeto de fuego por ambos lados. Los georgianos, los únicos no virginianos en el lado confederado, orgullosa y desafiantemente se negaron a retirarse a una posición más defensiva y sufrieron grandes bajas mientras se paraban y disparaban, silueteados contra el brillante cielo como blancos fáciles en la cresta de la colina. Un soldado raso de Georgia exclamó: "No hemos venido hasta Virginia para correr ante los yanquis". Al final del día, los 540 georgianos sufrieron 180 bajas, tres veces más que cualquier otro regimiento en el campo. Johnson fue herido y Taliaferro asumió el mando de la batalla mientras que Jackson trajo refuerzos adicionales. La lucha continuó hasta alrededor de las 10 p. m., cuando las tropas de la Unión se retiraron.
Milroy y Schenck desplazaron sus hombres hacia el norte desde McDowell a partir de las 12:30 a. m. el 9 de mayo. Jackson intentó perseguirlo, pero cuando sus hombres marcharon los federales ya estaban a 13 millas de distancia. En una cresta alta con vistas al camino a Franklin, Schenck tomó una posición defensiva y Jackson no intentó atacarle. Las bajas de la Unión fueron 259 (34 muertos, 220 heridos, 5 desaparecidos), las de los confederados 420 (116 muertos, 300 heridos, 4 desaparecidos), uno de los raros casos en la Guerra Civil en que el atacante perdió menos hombres que el defensor.

#### Órdenes contradictorias (10-22 de mayo)
Mientras Jackson estaba en McDowell, Ewell estaba inquieto en Swift Run Gap, tratando de resolver los numerosos pedidos que recibía de Jackson y Johnston. El 13 de mayo Jackson ordenó a Ewell que persiguiera a Banks si se retiraba del valle de Estrasburgo, mientras que Johnston había ordenado a Ewell que dejara el valle y volviera al ejército que protegía Richmond si Banks se movía hacia el este para unirse a McDowell en Fredericksburg. Como se informó que la división de Shields había dejado el valle, Ewell estaba en un dilema sobre qué órdenes seguir. Se reunió en persona con Jackson el 18 de mayo en el Monte Solón y los dos generales decidieron que mientras estuviera en el valle, Ewell se reportaría operacionalmente a Jackson, y que existía una oportunidad primordial para atacar al ejército de Banks, ahora reducido a menos de 10.000 hombres, con sus fuerzas combinadas. Cuando posteriormente llegaron a Ewell órdenes perentorias de Johnston de abandonar esta idea y marchar a Richmond, Jackson se vio obligado a telegrafiar para pedir ayuda a Robert E. Lee, quien convenció al presidente Davis de que una posible victoria en el valle tenía una importancia más inmediata que contrarrestar a Shields. Johnston modificó sus órdenes a Ewell: "El objetivo que tienes que cumplir es la prevención de la unión de las tropas del general Banks y las del general McDowell."
El 21 de mayo, Jackson movió su comando hacia el este desde New Market sobre la montaña Massanutten, combinando con Ewell el 22 de mayo, y procedió a bajar por el valle de Luray. Su velocidad de marcha forzada era típica de la campaña y le valió a sus soldados de infantería el apodo de "caballería a pie de Jackson". Envió la caballería de Ashby directamente al norte para hacer creer a Banks que iba a atacar Estrasburgo, donde Banks comenzó a preocuparse de que sus 4.476 soldados de infantería, 1.600 de caballería y 16 piezas de artillería pudieran ser insuficientes para soportar a los 16.000 hombres de Jackson. Sin embargo, el plan de Jackson fue primero derrotar al pequeño puesto federal en Front Royal (unos 1.000 hombres de la 1.ª Infantería de Maryland bajo el mando del coronel John R. Kenly), un movimiento de giro que haría insostenible la posición de Estrasburgo.

### Front Royal (23 de mayo)
Más información: Batalla de Front Royal

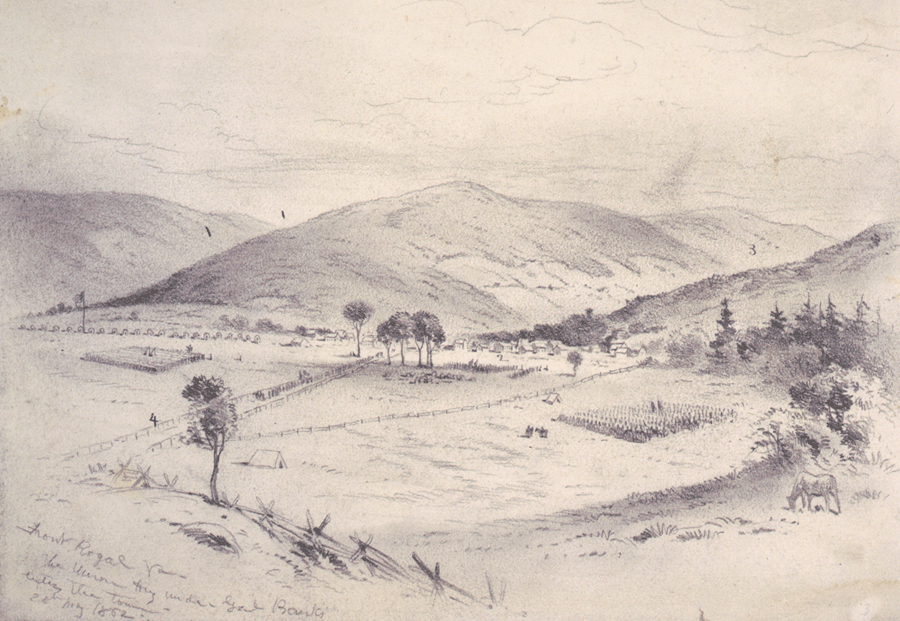
Front Royal Va. - El ejército de la Unión bajo las órdenes de Banks entrando en la ciudad, dibujo de Edwin Forbes

Temprano el 23 de mayo, Turner Ashby y un destacamento de caballería vadeó la bifurcación sur del río Shenandoah y cabalgaron hacia el noroeste para capturar un depósito de la Unión y un caballete de ferrocarril en la estación de Buckton. Dos compañías de infantería de la Unión defendieron brevemente las estructuras, pero los confederados prevalecieron e incendiaron el edificio, rompieron la vía férrea y cortaron los cables de telégrafo, aislando a Front Royal de Banks en Estrasburgo. Mientras tanto, Jackson llevó a su infantería a un desvío por un camino llamado Gooney Manor Road para evitar el alcance de los cañones federales en su aproximación al Front Royal. Desde una cresta al sur de la ciudad, Jackson observó que los federales estaban acampados cerca de la confluencia de las Bifurcaciones Sur y Norte y que tendrían que cruzar dos puentes para escapar de su ataque pendiente.

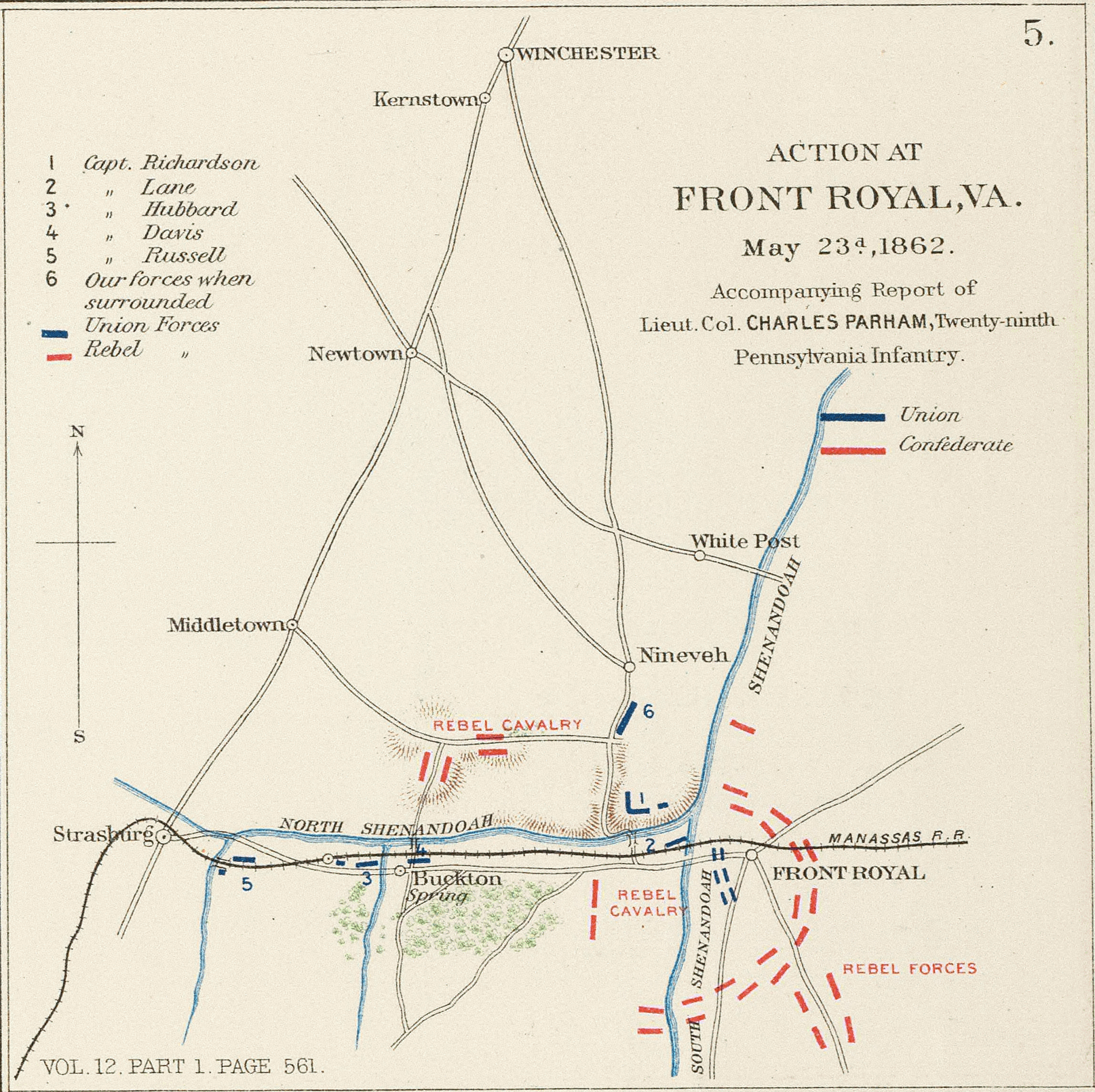
Acciones en Front Royal, Va.

El centro de la línea de batalla de Jackson era el feroz batallón de los Tigres de Luisiana (150 hombres, parte de la brigada del general de brigada Richard Taylor en la división de Ewell), comandado por el coronel Roberdeau Wheat, y la 1.ª Infantería de Maryland, estos últimos enemigos acérrimos de la 1.ª Infantería de Maryland de la Unión de Kenly. Los primeros disparos fueron hechos alrededor de las 2 p. m. y los confederados rápidamente empujaron al pequeño destacamento federal fuera de la ciudad. Kenly y sus hombres se posicionaron en una colina al norte de la ciudad y Jackson se preparó para atacarlos con los marilandeses en el centro y los luisianos contra su flanco izquierdo. Antes de que el ataque pudiera comenzar, Kenly vio a la caballería confederada acercarse a los puentes que necesitaba para su ruta de escape e inmediatamente ordenó a sus hombres que abandonaran su posición. Primero cruzaron los puentes de la bifurcación sur y luego el puente de madera sobre la bifurcación norte, que incendiaron detrás de ellos. La brigada de Taylor corrió en su persecución y Jackson les ordenó que cruzaran el puente en llamas. Al ver a los federales escapando, Jackson se frustró al ver que no tenía artillería para dispararles. Sus cañones se retrasaron en la ruta de desvío de Gooney Manor Road que la infantería había tomado y la caballería de Ashby no había cumplido las órdenes de Jackson de que tomaran la ruta directa después de comenzar la batalla.
Un destacamento de 250 jinetes confederados bajo el mando del coronel Thomas S. Flournoy del 6.º de Caballería de Virginia llegó en ese momento y Jackson los puso en marcha para perseguir a Kenly. Las tropas de la Unión en retirada se vieron obligadas a detenerse y a resistir en Cedarville. Aunque los jinetes eran superados en número tres a uno, cargaron contra la línea de la Unión, que se rompió pero se reformó. Una segunda carga derrotó al destacamento de la Unión. Los resultados de la batalla fueron desiguales. Las bajas de la Unión fueron 773, de las cuales 691 fueron capturadas. Las pérdidas de los confederados fueron 36 muertos y heridos. Los hombres de Jackson capturaron unos 300.000 dólares de suministros federales; Banks pronto fue conocido como "economato Banks" por los confederados debido a las muchas provisiones que le ganaron durante la campaña. Banks inicialmente resistió el consejo de su personal de retirarse, asumiendo que los eventos en el Front Royal eran sólo una distracción. Cuando se dio cuenta de que su posición había cambiado, alrededor de las 3 a. m. ordenó que sus enfermos y heridos fueran enviados de Estrasburgo a Winchester y su infantería comenzó a marchar a media mañana del 24 de mayo.
El efecto posterior más significativo de la pequeña pérdida de Banks en Front Royal fue la decisión de Abraham Lincoln de redirigir 20.000 hombres del cuerpo del mayor general Irvin McDowell al valle desde su misión de reforzar a George B. McClellan en la península. A las 4 de la tarde del 24 de mayo, telegrafió a McClellan, "Como consecuencia de la posición crítica del general Banks me he visto obligado a suspender los movimientos del general McDowell hacia usted. El enemigo está presionando desesperadamente a Harper's Ferry, y estamos tratando de lanzar la fuerza de Frémont y parte de McDowell's en su retaguardia."

### Winchester (25 de mayo)
Más información: Primera batalla de Winchester

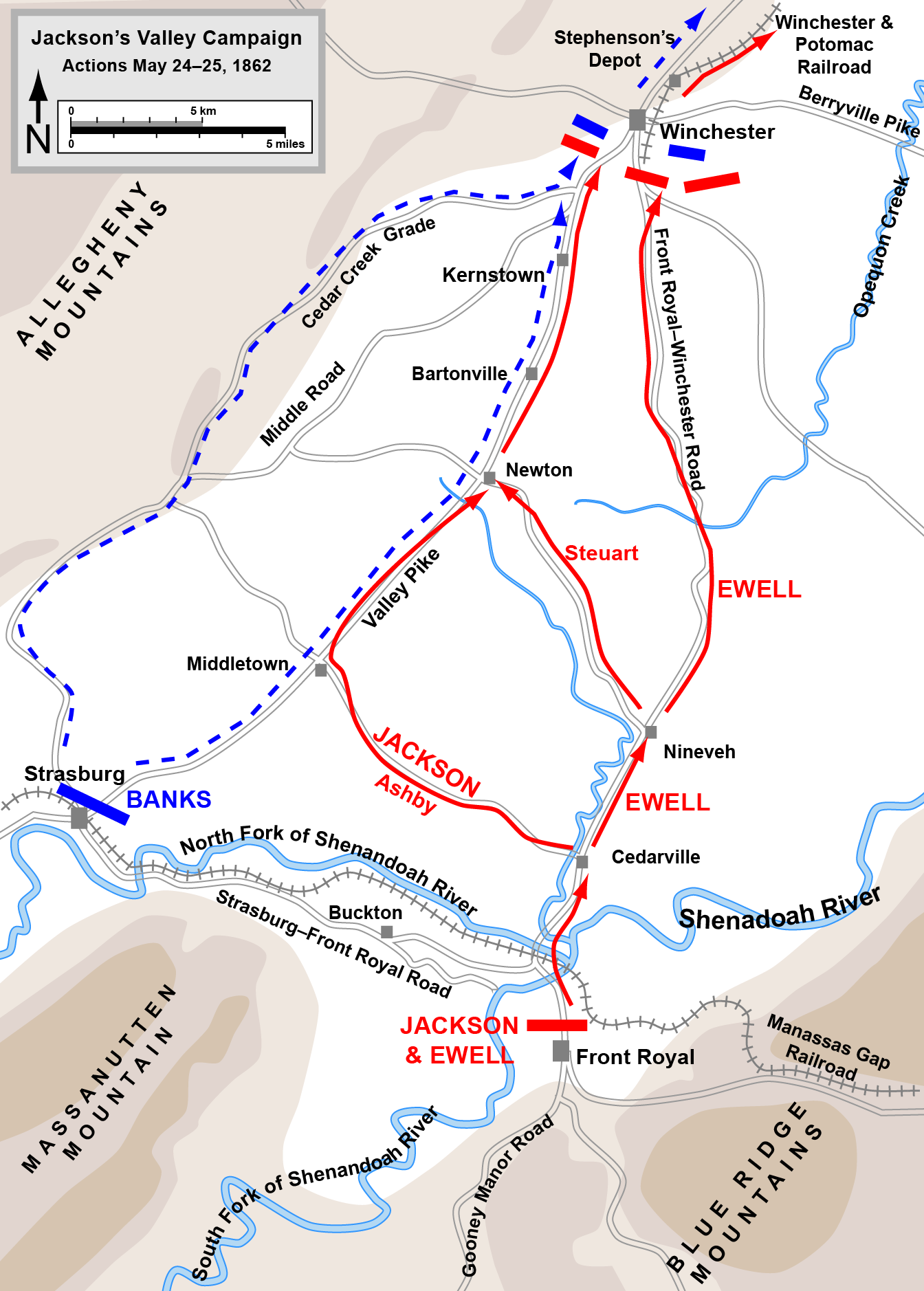
Acciones desde Front Royal hasta First Winchester, 24-25 de mayo de 1862

El 24 de mayo, Jackson planeaba interceptar al ejército en retirada de Banks, pero no estaba claro qué ruta tomaría Banks. Podría marchar directamente hacia Winchester o, si los confederados abandonaban el Front Royal y corrían hacia Winchester delante de él, podría deslizarse detrás de ellos y escapar hacia el este por Blue Ridge. Jackson decidió vigilar el camino de Cedarville a Middletown. Si Banks se movía directamente a Winchester, Jackson podía golpearlo en su flanco usando ese camino, pero consideró imprudente comprometer toda su fuerza desde el área del Front Royal hasta que pudiera descartar la posibilidad de escapar por Blue Ridge. Envió exploradores de la caballería de Turner Ashby por el camino real del frente de Estrasburgo y dos regimientos de caballería de la división de Ewell, comandada por el general de brigada George H. Steuart, a Newtown, con la esperanza de interceptar la vanguardia de la columna de Banks. Al mismo tiempo, ordenó a Ewell que llevara al grueso de su división por el camino de Winchester, pero que no se alejara demasiado en caso de que tuviera que ser llamado a filas. El resto del ejército de Jackson se trasladó al norte, a Cedarville.
Al recibir la noticia de Steuart de que los federales habían comenzado una retirada en el valle de Pike, Jackson comenzó a dirigir sus fuerzas hacia Middletown. Aunque tuvieron que enfrentarse a la caballería de la Unión (cinco compañías del 1.º de Maine y dos compañías del 1.º de Vermont) y por lo tanto se retrasaron en el camino, alcanzaron una elevación fuera de Middletown alrededor de las 3 p. m. y comenzaron los bombardeos de artillería de la columna de la Unión. El caos que esto produjo fue exacerbado por una carga de los Tigres de Luisiana, que comenzaron a saquear y a robar en la caravana. Cuando la artillería y la infantería de la Unión llegaron para desafiar a Jackson alrededor de las 4 p. m., la infantería de Richard Taylor se volvió para hacer frente a la amenaza mientras Jackson enviaba su artillería y caballería al norte para acosar a la columna de la Unión que estaba delante. Cuando comenzó el ataque de Taylor, las tropas de la Unión se habían retirado y Jackson se dio cuenta de que se trataba simplemente de la retaguardia de la columna de Banks. Envió un mensaje a Ewell para que se moviera rápidamente a Winchester y se desplegara para un ataque al sur de la ciudad. Los hombres de Jackson comenzaron una persecución por el Valley Pike, pero se consternaron al ver que los caballeros de Ashby se habían detenido para saquear la caravana y muchos de ellos se habían emborrachado con whisky federal. La persecución continuó mucho después del anochecer y después de la 1 a. m., Jackson accedió de mala gana a permitir que sus exhaustos hombres descansaran durante dos horas.
Las tropas de Jackson fueron despertadas a las 4 a. m. el 25 de mayo para luchar en la segunda batalla dominical de la campaña. Jackson se alegró al descubrir durante un reconocimiento personal que Banks no había asegurado adecuadamente una cresta clave al sur de la ciudad. Ordenó a la brigada de Charles Winder Stonewall que ocupara la colina, lo que hicieron con poca oposición, pero pronto fueron sometidos al castigo de la artillería y el fuego de armas pequeñas desde una segunda cresta hacia el suroeste -la colina de Bower, el flanco extremo derecho de la línea federal- y su ataque se detuvo. Jackson ordenó a la Brigada de Taylor que se desplegara hacia el oeste y los habitantes de Luisiana llevaron a cabo una fuerte carga contra Bower's Hill, subiendo por la empinada ladera y por encima de un muro de piedra. Al mismo tiempo, los hombres de Ewell estaban flanqueando el extremo izquierdo de la línea de la Unión. Las líneas de la Unión se rompieron y los soldados se retiraron por las calles de la ciudad. Jackson escribió más tarde que las tropas de Banks "preservaron su organización notablemente bien" a través del pueblo. Lo hicieron bajo una presión inusual, ya que numerosos civiles -principalmente mujeres- dispararon contra los hombres y lanzaron objetos desde puertas y ventanas. Jackson se entusiasmó y cabalgó vitoreando al enemigo en retirada. Cuando un oficial del estado mayor protestó por estar en una posición expuesta, Jackson gritó: "¡Vuelve y dile a todo el ejército que avance hacia el Potomac!"
La persecución confederada fue ineficaz porque Ashby había ordenado a su caballería que se alejara de la corriente principal para perseguir a un destacamento federal. Jackson se lamentó, "Nunca hubo tal oportunidad para la caballería. ¡Oh, que mi caballería estuviera en su lugar!" Los federales huyeron relativamente sin impedimentos durante 35 millas en 14 horas, cruzando el río Potomac hacia Williamsport, Maryland. Las bajas de la Unión fueron 2.019 (62 muertos, 243 heridos y 1.714 desaparecidos o capturados), las pérdidas de los confederados fueron 400 (68 muertos, 329 heridos y 3 desaparecidos).

#### Los ejércitos de la Unión persiguen a Jackson
La noticia de la expulsión de Banks del valle causó consternación en Washington por la posibilidad de que el audaz Jackson siguiera marchando hacia el norte y amenazara la capital. El presidente Lincoln, que en ausencia de un general en jefe ejercía día a día el control estratégico de sus ejércitos en el campo, tomó medidas agresivas en respuesta. Sin ceder al pánico y atrayendo tropas para la defensa inmediata de la capital, planeó una elaborada ofensiva. Ordenó a Frémont marchar desde Franklin a Harrisonburg para enfrentarse a Jackson y Ewell, para "operar contra el enemigo de tal manera que aliviara a Banks". También envió órdenes a McDowell en Fredericksburg:

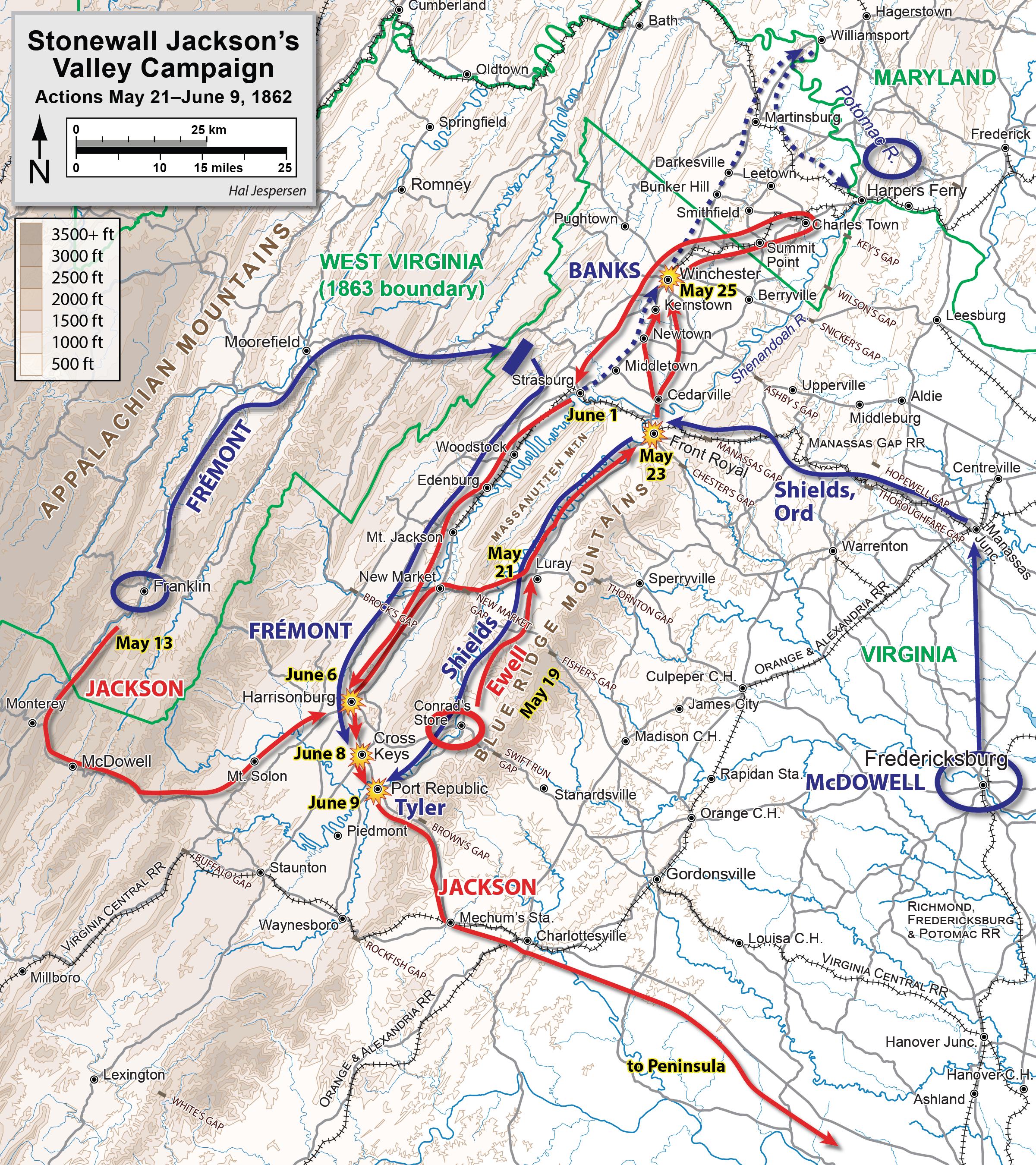
Front Royal (23 de mayo) a Port Republic (9 de junio)

Se le ordena dejar de lado por el momento el movimiento en Richmond para poner veinte mil hombres en movimiento de inmediato para el Shenandoah, moviéndose en la línea o en avance del Ferrocarril del Paso de Manassas. Su objetivo será capturar las fuerzas de Jackson y Ewell, ya sea en cooperación con el general Frémont o en caso de que la falta de suministros o de transporte interfiera con su movimiento, se cree que la fuerza con la que se mueva será suficiente para lograr el objetivo por sí sola.
El plan de Lincoln era tenderle una trampa a Jackson usando tres ejércitos. El movimiento de Frémont a Harrisonburg lo colocaría en la línea de suministros de Jackson. Banks reclutaría el Potomac y perseguiría a Jackson si se movía por el valle. El destacamento del cuerpo de McDowell se movería al Front Royal y se posicionaría para atacar y perseguir a la columna de Jackson a su paso, y luego para aplastar al ejército de Jackson contra la posición de Frémont en Harrisonburg. Desafortunadamente para Lincoln, su plan era complejo y requería movimientos sincronizados por comandos separados. McDowell no estaba entusiasmado con su papel, deseando mantener su misión original de marchar contra Richmond para apoyar a McClellan, pero envió a la división del general de brigada James Shields, recién llegado del ejército de Banks, a marchar de vuelta al valle, para ser seguido por una segunda división, comandada por el general de división Edward O. C. Ord. Pero Frémont era el verdadero problema para el plan de Lincoln. En lugar de marchar hacia el este a Harrisonburg como se le ordenó, tomó nota de las condiciones excepcionalmente difíciles de la carretera en la ruta de Lincoln y marchó hacia el norte a Moorefield. (También era consciente de la enorme superficie que su departamento debía defender y le preocupaba dividir su fuerza y abandonar a su subordinado, el general de brigada Jacob D. Cox, que había sido atacado en el suroeste de Virginia el 23 de mayo). Pero como resultado, en lugar de un martillo figurativo (Shields) golpeando a Jackson en un yunque (Frémont), todo lo que Lincoln podía esperar era un movimiento de pinza para atrapar a Jackson en Estrasburgo, lo que requeriría un tiempo intrincado para tener éxito.
Jackson recibió la noticia de la marcha de regreso de Shields el 26 de mayo, pero Robert E. Lee le había instado a amenazar la línea del Potomac. Así que mientras el grueso de su ejército acampaba cerca de Charles Town, ordenó a la Brigada de Stonewall que se manifestara contra Harpers Ferry el 29 y 30 de mayo. El 30 de mayo, Shields recapturó el Front Royal y Jackson comenzó a mover su ejército de vuelta a Winchester. El plan de Lincoln continuó desbaratándose cuando Banks declaró que su ejército estaba demasiado agitado para moverse en persecución (y que permanecería al norte del Potomac hasta el 10 de junio), Frémont se movió lentamente por carreteras en mal estado (en contraste con Jackson, cuyos hombres tenían la ventaja del estabilizado Valley Pike), y Shields no abandonaría Front Royal hasta que llegara la división de Ord. Jackson llegó a Estrasburgo antes que cualquiera de los ejércitos de la Unión y la única fuente de preocupación era que la brigada de Stonewall se había retrasado en Harpers Ferry, pero alcanzó al resto del ejército de Jackson después del mediodía del 1 de junio.
El 2 de junio, las fuerzas de la Unión persiguieron a Jackson-McDowell por el valle de Luray y a Frémont por el valle principal (al oeste de la montaña de Massanutten). Los hombres de Jackson hicieron un buen tiempo en Valley Pike, marchando más de 40 millas en un período de 36 horas, pero las fuertes lluvias y el profundo barro retrasaron a sus perseguidores. Durante los cinco días siguientes se produjeron frecuentes enfrentamientos entre la caballería de Turner Ashby (que vigilaba la retaguardia de la marcha de Jackson) y la caballería de la Unión. Ashby también quemó algunos puentes a través de la bifurcación sur del río Shenandoah, retrasando la persecución de la Unión y manteniendo separadas las fuerzas de Shields y Frémont. Cuando se restableció el contacto el 6 de junio, Ashby fue muerto en Chestnut Ridge, cerca de Harrisonburg, en una escaramuza con la caballería de Frémont, comandada por el general de brigada George D. Bayard. Esta fue una pérdida significativa para la Confederación ya que Ashby (el "Caballero Negro") era uno de sus generales de caballería más prometedores (Ashby fue ascendido a general de brigada el 3 de junio). Jackson escribió más tarde: "Como oficial partisano, nunca conocí a su superior".
Cuando los dos ejércitos de la Unión convergieron en el extremo sudoccidental de la montaña de Massanutten, Jackson tuvo la opción de escapar a través de Brown's Gap hacia Charlottesville y marchar hacia Richmond, que estaba estrechamente amenazada por el ejército de McClellan. Sin embargo, estaba decidido a terminar su trabajo en el valle derrotando a los dos ejércitos opuestos en detalle. Para lograrlo, reconoció que la pequeña ciudad de Port Republic sería crucial. Si podía mantener o destruir los puentes en esta área en la confluencia del río Sur y el río Norte con la bifurcación sur del río Shenandoah, podría evitar que los dos ejércitos de la Unión se combinaran contra él. Posicionó la mayor parte de su ejército en el terreno elevado que domina la ciudad desde la orilla sur del río Norte, desde donde su artillería podría comandar la ciudad y los vados a través del río Sur, impidiendo que Shields cruzara. Desplegó la división de Ewell en una cresta a unas 7 millas al norte cerca del pueblo de Cross Keys, listo para recibir a Frémont.
El 7 de junio, Ewell maniobró en una invitación para que Frémont lo atacara, pero a pesar de recibir un mensaje de su colega Shields, urgiéndolo a "lanzar un trueno en la retaguardia de Jackson", Frémont se retractó ante la fuerte posición de Ewell. El domingo 8 de junio, Jackson esperaba evitar una batalla el sábado, pero una incursión de la caballería de Shields, comandada por el coronel Samuel S. Carroll, casi capturó los trenes confederados en Port Republic y el propio Jackson escapó por poco al galopar sobre un puente a través del río Norte.

### Cross Keys (8 de junio)
Más información: Batalla de Cross Keys

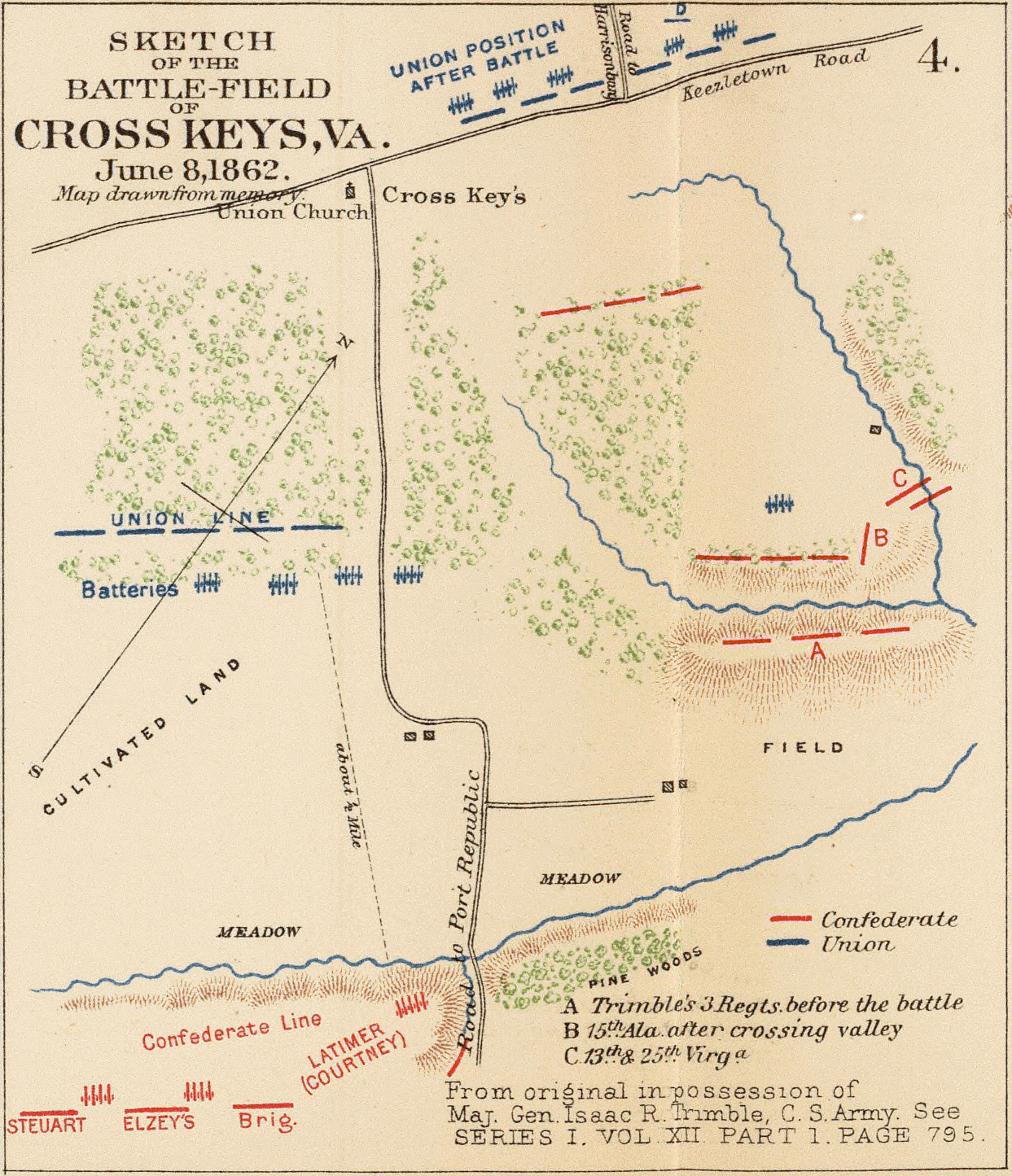
Bosquejo del campo de batalla de Cross Keys, Virginia, 8 de junio de 1862, Julius Bien & Co.

Frémont se movió con cautela para acercarse a la posición de Ewell en la mañana del 8 de junio, asumiendo que lo superaban en número, aunque en realidad superaba a los confederados 11.500 a 5.800. (La brigada de Richard Taylor fue separada de la división de Ewell para servir con Jackson.) Sus hombres fueron retenidos por los decididos escaramuzadores del 15.º de Infantería de Alabama durante más de una hora y no pudo levantar sus armas hasta las 10 a. m. Su artillería de apertura fue ineficaz e hizo poco más que avisar a Jackson en Port Republic de que la batalla había comenzado. Los hombres de Frémont estaban dispuestos en una línea que iba del suroeste al noreste en el camino de Keezletown, enfrentando la fuerte posición de Ewell a una milla al sur en una cresta detrás de Mill Creek, con ambos flancos anclados por densos bosques. A medida que avanzaban, giraban a la izquierda para ponerse más o menos paralelos a la línea confederada. Alrededor del mediodía la brigada federal a la izquierda, comandada por el general de brigada Julius Stahel, persiguió a un grupo de escaramuzadores de Carolina del Norte desde la brigada del general de brigada Isaac R. Trimble a través de un claro y subiendo una colina, sólo para ser sorprendidos por una ola de fuego de mosquete. Los 500 hombres de la 8.º Infantería de Nueva York sufrieron casi el 50% de las bajas en el enfrentamiento.

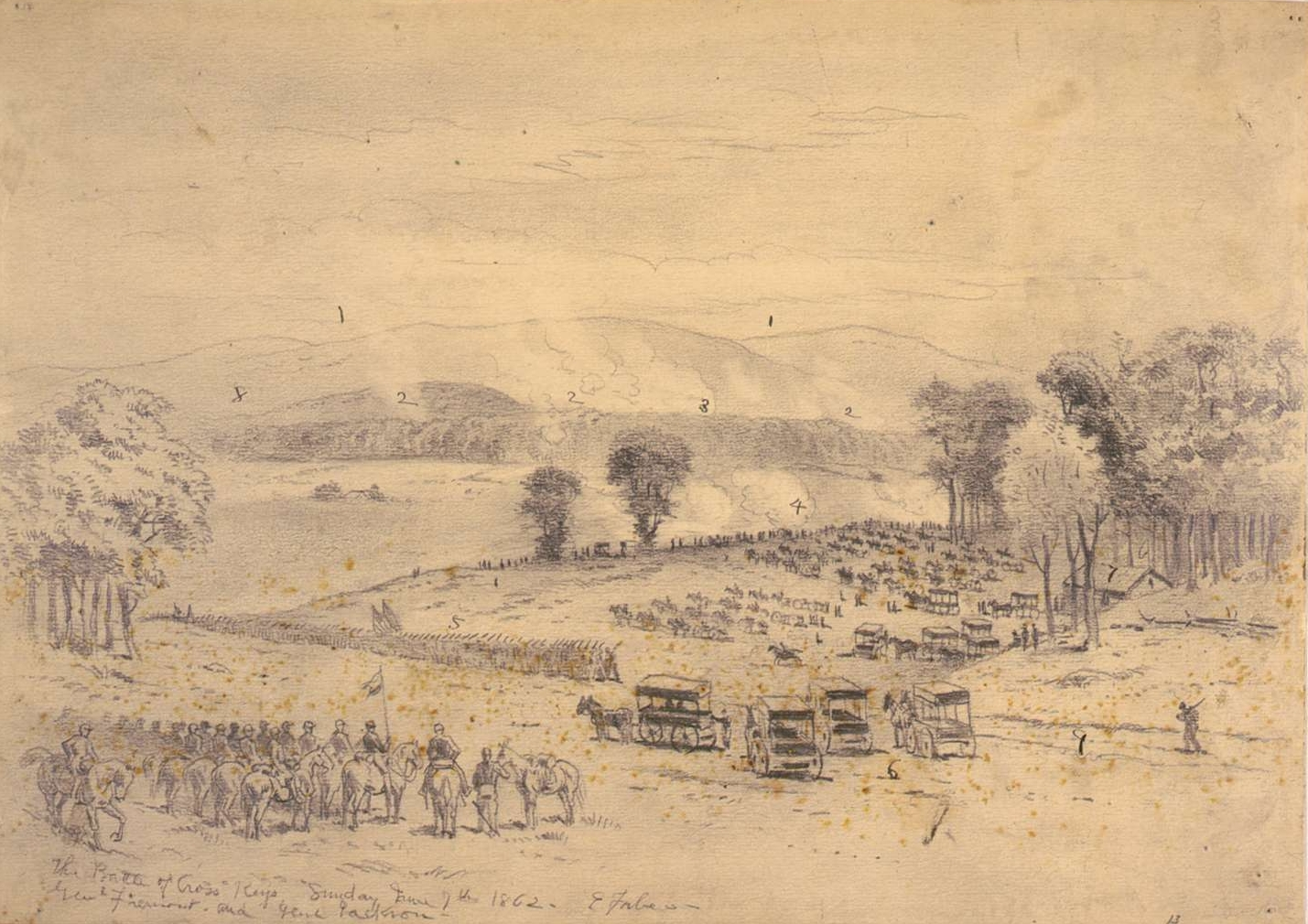
Batalla de Cross Keys-domingo 7 de junio de 1862 [sic]-Genl. Fremont y Genl. Jackson, dibujo de Edwin Forbes

A media tarde, Frémont había enviado sólo cinco de sus 24 regimientos a la batalla y Ewell esperaba otro ataque. El impaciente Trimble lanzó su propia ofensiva contra una batería de la Unión, que llevó a su brigada una milla por delante del resto de la división de Ewell. Él y sus hombres se sentaron allí el resto de la tarde, invitando a un ataque que nunca llegó. Cuando Frémont retiró a sus hombres a la carretera de Keezletown, Ewell decidió no contraatacar, sabiendo que su fuerza estaba seriamente superada en número. Trimble propuso la idea de un ataque nocturno tanto a Ewell como a Jackson, pero ninguno de los dos generales estuvo de acuerdo. Los confederados simplemente avanzaron a la posición previa de la Unión, terminando una batalla que, considerando el porcentaje de tropas comprometidas, fue poco más que una escaramuza. Las bajas de la Unión fueron 684, las de los confederados sólo 288, aunque dos de los comandantes de brigada de Ewell, el brigadier general Arnold Elzey y George H. Steuart, fueron gravemente heridos.

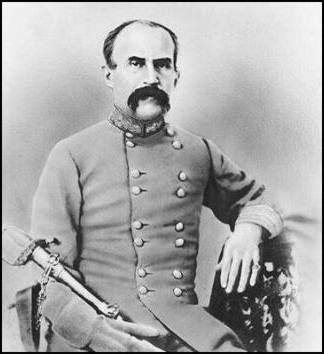
General de brigada Isaac R. Trimble CSA

El plan de Stonewall Jackson para el 9 de junio era concentrar sus fuerzas y abrumar a los escudos superados en Port Republic. Asumió con razón que Frémont estaría demasiado agitado para lanzar un ataque importante y que podría mantenerse a raya con una simple fuerza simbólica, por lo que ordenó a la mayoría de la división de Ewell que se retirara al amparo de la oscuridad. Se escabulleron de Frémont y cruzaron el puente del río Norte. Un puente construido apresuradamente a través del río Sur permitió a los confederados moverse en la niebla, en el fondo plano debajo de la orilla sur de la Bifurcación Sur del río Shenandoah. La brigada de Stonewall lideró el avance en el camino hacia la tienda de Conrad, la dirección desde la que se acercaría Shields. También esa mañana, Jackson ordenó a sus trenes que iniciaran una marcha hacia Brown's Gap.

### Port Republic (9 de junio)
Más información: Batalla de Port Republic
Jackson se enteró a las 7 de la mañana de que los federales se acercaban a su columna. Sin hacer un reconocimiento adecuado ni esperar a que el grueso de sus fuerzas subiera, ordenó a la brigada Stonewall de Winder que cargara a través de la niebla que se iba disipando. La brigada se vio atrapada entre la artillería en su flanco y las descargas de fusilería en su frente y retrocedió en desorden. Se habían topado con dos brigadas en la vanguardia del ejército de Shields, 3.000 hombres al mando del general de brigada Erastus B. Tyler. Intentando librarse de un posible desastre, Jackson se dio cuenta de que el fuego de la artillería de la Unión procedía de un espolón de la Blue Ridge que se conocía localmente como Coaling, donde una familia local fabricaba carbón para su herrería. Jackson y Winder enviaron a los regimientos 2.º y 4.º de Infantería de Virginia a través de la espesa maleza hasta la colina, donde se encontraron con tres regimientos de infantería de la Unión que apoyaban a la artillería y fueron rechazados.
Después de que su asalto a Coaling fracasara, Jackson ordenó al resto de la división de Ewell, principalmente a la brigada de Trimble, que cruzara el puente del río Norte y lo quemara tras ellos, manteniendo a los hombres de Frémont aislados al norte del río. Mientras esperaba la llegada de estas tropas, Jackson reforzó su línea con el 7.º de Infantería de Luisiana de la brigada de Taylor y ordenó a éste que hiciera otro intento contra las baterías de la Unión. Winder percibió que los federales estaban a punto de atacar, por lo que ordenó una carga preventiva, pero ante los disparos a bocajarro y al quedarse sin munición, la brigada Stonewall fue derrotada. En ese momento, Ewell llegó al campo de batalla y ordenó a los regimientos 44 y 58 de infantería de Virginia que atacaran el flanco izquierdo de la línea de batalla de la Unión que avanzaba. Los hombres de Tyler retrocedieron, pero se reorganizaron y condujeron a los hombres de Ewell hacia el bosque al sur de Coaling.
Taylor atacó a la infantería y la artillería en Coaling tres veces antes de imponerse, pero habiendo logrado su objetivo, se enfrentaron a una nueva carga de tres regimientos de Ohio. Sólo la aparición por sorpresa de las tropas de Ewell convenció a Tyler de retirar a sus hombres. Los confederados comenzaron a bombardear a las tropas de la Unión en las tierras llanas, con el propio Ewell manejando alegremente uno de los cañones. Empezaron a llegar más refuerzos confederados, incluida la brigada del general de brigada William B. Taliaferro, y el ejército de la Unión empezó a retirarse a regañadientes. Jackson comentó a Ewell: "general, quien no vea la mano de Dios en esto está ciego, señor, ciego".
La batalla de Port Republic había sido mal gestionada por Jackson y fue la más perjudicial para los confederados en términos de bajas, 816, contra una fuerza de la mitad de su tamaño (unos 6.000 a 3.500). Las bajas de la Unión fueron 1.002, con un alto porcentaje que representaba a los prisioneros. El historiador Peter Cozzens culpa al despliegue poco sistemático de las tropas de Jackson de sus grandes pérdidas y argumenta que fue una batalla que no necesitaba haberse librado: los confederados podrían haber quemado fácilmente el puente del río Norte y haberse deslizado hacia Blue Ridge a través de Brown's Gap Turnpike sin sufrir pérdidas. Los soldados de la Unión estaban especialmente disgustados con la actuación de sus comandantes, Shields y Frémont, y la carrera militar de ambos se desvaneció. Frémont renunció a su mando pocas semanas después, en lugar de subordinarse a su rival, el mayor general John Pope. Mientras residía en Nueva York, Frémont renunció a su cargo en junio de 1864. Shields no recibió más misiones de combate y renunció al ejército en marzo de 1863.

## Consecuencias
Tras las victorias de Jackson en Cross Keys y Port Republic, las fuerzas de la Unión se retiraron. Frémont marchó de vuelta a Harrisonburg, donde se frustró al encontrar órdenes de Lincoln que no había recibido a tiempo, diciéndole que no avanzara más allá de esa ciudad contra Jackson. Cuando el tiempo se aclaró, la caballería de Jackson, al mando del coronel Thomas T. Munford, hostigó la retirada de Frémont, que llegó a Mount Jackson el 11 de junio, y luego sin problemas a Middletown el 14 de junio, donde se unió a Banks y al general de brigada Franz Sigel. Shields, que se quejaba amargamente del agotamiento de su división, marchó lentamente hasta Front Royal y el 21 de junio marchó a través de Blue Ridge para unirse al mayor general Irvin McDowell.
Jackson envió mensajes a Richmond solicitando que su fuerza fuera aumentada a 40.000 hombres para poder asumir la ofensiva por el valle y a través del Potomac. Lee le envió unos 14.000 refuerzos, pero luego reveló su plan de llamar a Jackson a Richmond para contraatacar al ejército del Potomac de McClellan y alejarlo de Richmond. Necesitaba todo el poder de combate que pudiera reunir y quería que Jackson atacara el relativamente desprotegido flanco derecho del ejército de McClellan, al norte del río Chickahominy. Poco después de la medianoche del 18 de junio, los hombres de Jackson comenzaron a marchar hacia la península de Virginia. Lucharon con Lee en las batallas de los Siete Días, del 25 de junio al 1 de julio. Jackson tuvo una actuación inusualmente letárgica en muchas de esas batallas, tal vez debido a las tensiones físicas de la campaña del valle y la agotadora marcha hacia Richmond.
Con el éxito de su campaña del valle, Stonewall Jackson se convirtió en el soldado más célebre de la Confederación (hasta que su reputación fue finalmente eclipsada por la de Lee), y sus victorias levantaron la moral del público. En una campaña militar clásica de sorpresa y maniobra, obligó a su ejército a recorrer 646 millas (1.040 km) en 48 días de marcha y obtuvo cinco victorias importantes con una fuerza de unos 17.000 efectivos contra una fuerza combinada de más de 50.000. Jackson había cumplido su difícil misión, haciendo que Washington retuviera más de 40.000 soldados de la ofensiva de McClellan. Los historiadores militares Herman Hattaway y Archer Jones resumieron así lo que llaman una campaña exitosa:

Siempre superado en número por siete a tres, cada vez que Jackson se enfrentó luchó con las probabilidades de alrededor de cuatro a tres a su favor, porque, moviéndose rápidamente en las líneas interiores, golpeó fracciones de su enemigo con el grueso de su propio comando. ... Jackson disfrutó de la gran ventaja de que los norteños permanecieron muy dispersos en un perímetro dentro del cual sus tropas podían maniobrar para concentrarse contra una y otra de las fuerzas de la Unión. Lincoln se las arregló muy bien, maniobrando personalmente los dispersos ejércitos de la Unión. Dado que ni Lincoln ni sus asesores consideraban que la pequeña fuerza de Jackson pudiera realmente amenazar a Washington, optaron por una respuesta ofensiva, ya que pretendían aprovechar sus abrumadoras fuerzas y su posición exterior para arrollar a su ejército. Pero la gran habilidad de Jackson, la celeridad de sus movimientos y la exitosa serie de pequeños combates determinaron el resultado.
Herman Hattaway y Archer Jones, Cómo ganó el Norte 

En el lado de la Unión, se produjo una reorganización del mando como consecuencia de la embarazosa derrota ante una fuerza menor. El cuerpo de McDowell permaneció en la defensa de Washington, y sólo una división (al mando del general de brigada George A. McCall) pudo unirse a McClellan en la Península. Lincoln se sintió desilusionado por las dificultades de mando que suponía el control de múltiples fuerzas en esta campaña y creó un único y nuevo ejército, el ejército de Virginia, bajo el mando del mayor general John Pope, incorporando las unidades de Banks, Frémont, McDowell y varias más pequeñas de los alrededores de Washington y el oeste de Virginia. Este ejército fue derrotado contundentemente por Lee y Jackson en agosto en la segunda batalla de Bull Run durante la campaña del norte de Virginia.